# Convenzione sulla sicurezza e l'igiene nelle operazioni portuali, 1979
La Convenzione sulla sicurezza e l'igiene nelle operazioni portuali, 1979 è la convenzione n. 152 dell'Organizzazione internazionale del lavoro (ILO), adottata il 25 giugno 1979, a seguito della riunione del 6 giugno 1979 a Ginevra della Conferenza generale dell'Organizzazione internazionale del lavoro, nel corso della sua 65ª sessione.

## Ratifiche
A settembre 2023, la convenzione era stata ratificata da 27 Stati.